# Abissi d'acciaio
Abissi d'acciaio (The Caves of Steel), tradotto inizialmente anche come Abissi di acciaio e La metropoli sotterranea, è un romanzo di fantascienza del 1954 di Isaac Asimov, appartenente al ciclo dei Robot. Essenzialmente è una detective story e chiarisce un'idea di Asimov: la fantascienza è un ingrediente che può essere applicato ad ogni genere letterario.

## Storia editoriale
Il romanzo venne pubblicato per la prima volta sulla rivista fantascientifica Galaxy, in 3 puntate, fra l'ottobre ed il dicembre del 1953. Nel 1954 fu ristampato e raccolto in un unico volume dalla casa editrice newyorkese Doubleday.
Il romanzo apparve per la prima volta in italiano a puntate in appendice ai Romanzi di Urania, collana in seguito conosciuta semplicemente come Urania (Arnoldo Mondadori Editore): la prima puntata fu pubblicata in appendice al n. 55 dei Romanzi di Urania del 10 settembre 1954. Solo nel 1963, per l'editore Ponzoni, fu stampata un'edizione a volume unico del romanzo nella collana I Romanzi del Cosmo (n. 116) con il titolo La metropoli sotterranea. Fu poi ristampato su Urania (n. 578 del 31 ottobre 1971). Le successive edizioni pubblicate dalla Mondadori usano la traduzione di Giuseppe Lippi, curatore dal 1989 di Urania.

## Ambientazione
Isaac Asimov introduce per la prima volta due dei personaggi più riusciti e popolari della sua letteratura: il detective umano Elijah Baley e il robot R. Daneel Olivaw. La storia si svolge sulla Terra in un futuro lontano tremila anni. In questa epoca la Terra è sovrappopolata e i suoi abitanti vivono in vaste megalopoli sotterranee, le Città, capaci di sostenere tutte le esigenze delle decine di milioni di cittadini che vi vivono. Una parte degli esseri umani nei secoli precedenti aveva invece colonizzato 50 pianeti esterni, conosciuti come i "Mondi Spaziali". I mondi spaziali sono scarsamente popolati e usano i robot per tutti i lavori manuali. Nei mondi spaziali gli umani si sono evoluti in maniera diversa dai terrestri: hanno sconfitto tutte le malattie e grazie ad una elevata selezione genetica sono riusciti ad elevare la loro aspettativa di vita fino a quattrocento anni. Una delle differenze principali fra Spaziali e terrestri riguarda l'uso dei robot che sono ampiamente usati dagli Spaziali, ma visti con diffidenza dai terrestri che ne limitano l'uso all'esterno delle Città per i lavori nei campi.
Asimov immagina le Città future come una estensione delle odierne metropolitane: vie celeri attraversano la Città da un capo all'altro arrivando alle mense pubbliche, ai bagni comuni (i Personali) ai luoghi di lavoro e fin quasi dentro le case in modo tale che nessuno esce più nel mondo esterno ma rimane sempre all'interno dei suoi abissi d'acciaio. In realtà la maggior parte della popolazione non riesce più ad uscire in quanto sofferente di una grave forma di agorafobia causata proprio dal fatto di crescere senza mai vedere l'esterno.
Asimov in questo e nei seguenti libri del Ciclo dei Robot dipinge una situazione di conflittualità tra i terrestri, il cui stile di vita è diventato pseudo-socialista a causa della sovrappopolazione e della mancanza di privacy, e gli spaziali, che limitando le nascite e sviluppando la selezione genetica sono diventati longevi, ricchi e con un grandissimo senso della privacy.

## Trama
Il crimine centrale del libro è un omicidio commesso prima dell'inizio del romanzo. La vittima è Roj Nemmenuh Sarton, uno spaziale esperto in robotica che viveva a Spacetown, avamposto degli spaziali poco fuori dalla Città di New York. Da qualche tempo il dottor Sarton cercava di convincere il governo terrestre ad alleviare le restrizioni anti robot. Una mattina viene ritrovato fuori della sua casa con il torace imploso a causa di un colpo di disintegratore. Il commissario di polizia Julius Enderby affida al detective Elijah Baley il difficile compito di trovare l'assassino. Elijah, sorpreso da questo incarico, deve inoltre lavorare affiancato da un collega spaziale, un robot umanoide di nome R. Daneel Olivaw, costruito dallo stesso Sarton. Nonostante la diffidenza di Baley nei confronti dei robot, i due detective affrontano insieme il caso, nel tentativo di evitare anche un incidente diplomatico planetario che potrebbe portare ad un conflitto fra terrestri e spaziali.
Un aspetto centrale del romanzo è il contrasto tra l'umano Elijah e Daneel, il robot umanoide. Asimov usa il robot per disquisire della natura umana. Mentre si sta confrontando con un "medievalista" che ha paura che i robot soppianteranno gli esseri umani, Baley capisce che i robot umanoidi sono delle perfette imitazioni dell'essere umano, ma non potranno mai essere come gli uomini poiché essendo macchine non riescono a capire l'arte, la bellezza o lo stesso concetto di Dio, ma solo i concetti esprimibili mediante equazioni matematiche. Nonostante tutto, nella scena conclusiva, R. Daneel mostra un senso di moralità. Capisce infatti che l'omicida deve essere trattato con indulgenza, rendendosi conto che la distruzione del male è meno desiderabile della conversione del male in bene.

## Edizioni
- Isaac Asimov, The Caves of Steel, 1953.
- Isaac Asimov, Abissi di acciaio, collana Urania n° 55-63, Arnoldo Mondadori Editore, 1954. Pubblicato a puntate in - appendice ad altri romanzi

- Isaac Asimov, La metropoli sotterranea, traduzione di Antonio Ghirardelli, collana I Romanzi del Cosmo n° 116, Ponzoni Editore, 1963,  p. 124.

- Isaac Asimov, Abissi d'acciaio, traduzione di Giuseppe Lippi, collana Urania Classici n. 138, Arnoldo Mondadori Editore, 1988.

- Isaac Asimov, Abissi d'acciaio, traduzione di Giuseppe Lippi, collana Bestsellers Oscar n° 568, Arnoldo Mondadori Editore, 1995,  p. 260, ISBN 88-04-40304-7.